# Safet Sušić
Safet Sušić, bosansko-hercegovski nogometaš in trener, * 13. april 1955, Zavidovići, SR Bosna in Hercegovina, Jugoslavija. 
Osmi selektor nogometne reprezentance BIH je bil rojen v kraju Zavidovići, ki leži med Zenico in Tuzlo na severovzhodu današnje Bosne in Hercegovine. Ta kraj je od Sarajeva oddaljen 125 km od Ljubljane pa 440 km. Za reprezentanco rajnke države (SFRJ) je debitiral 5.oktobra 1977 v Budimpešti proti Madžarski. Tedaj je ob debiju zabil dva gola. Ta nekdanji igralec in sedanji nogometni trener je igral na poziciji ofenzivnega vezista ali napadalca. Veljal je za izjemno pametnega, poštenega in timskega igralca. Tudi njegov starejši brat Sead je bil nogometaš in reprezentant, poleg tega pa je njegov nečak Tino-Sven Sušić izjemno talentiran vezist, ki igra za  HNK Hajduk Split.
V času od (1977-1992) je  igral za tri klube v BIH in Franciji. Od leta 1994 pa je začel svojo trenersko pot. Treniral je klube v Turčiji, Franciji ter Saudovi Arabiji.